# Samuel Nobre Moore
Samuel Nobre Moore (ur. 7 września 1891 w Waszyngtonie, zm. 9 sierpnia 1942) – amerykański wojskowy, komandor US Navy, dowódca krążownika USS „Quincy”, zginął na mostku kapitańskim podczas bitwy koło wyspy Savo.

## Życiorys
W 1909 wstąpił do Akademii Marynarki Wojennej, którą ukończył w 1913. Służył na niszczycielu USS „Hopkins” podczas okupacji Veracruz w 1914, następnie na niszczycielu USS „Nicholson” oraz pancernikach USS „Michigan” i USS „Minnesota”. W okresie międzywojennym przeszedł kolejne szczeble kariery wojskowej, pełniąc różne funkcje na morzu i w pracy sztabowej. W latach 1937–1939 dowodził 21. Dywizjonem Niszczycieli (Destroyer Division 21). Pod koniec 1939 zajmował się organizacją Patroli Neutralności w Nowej Anglii.
20 maja 1942, w stopniu komandora objął dowództwo ciężkiego krążownika USS „Quincy”, który po remoncie i modernizacji w New York Navy Yard został wysłany na Pacyfik, by wziąć udział w bitwie o Guadalcanal. W nocy z 8 na 9 sierpnia zespół krążowników amerykańskich został zaskoczony przez okręty japońskie w rejonie wyspy Savo. USS „Quincy” zatonął po wewnętrznej eksplozji, a komandor Moore zginął na mostku kapitańskim. Jego ciało odnaleźli potem krajowcy na Savo i pochowali zgodnie ze swym rytuałem. Jeden z nich zatrzymał sygnet absolwenta Akademii, dzięki któremu dokonano identyfikacji.

## Pamięć
Imię komandora otrzymał w 1944 niszczyciel USS „Samuel N. Moore”, którego matką chrzestną została wdowa po oficerze.